# يان بيل (مهندس)
يان بيل (بالإنجليزية: Ian Bell)‏ هو مهندس بريطاني، ولد في 31 أكتوبر 1962.